# Manoir de Ty Mat
Le manoir de Ty Mat est un édifice situé à Inzinzac-Lochrist, en France.

## Situation
Le manoir est situé sur le territoire de la commune de Inzinzac-Lochrist, au lieu-dit Ty Mat, dans le département du Morbihan, en région Bretagne.

## Description
Le manoir date du XIXe siècle, il est construit en moellons de granite, édifice à un étage carré, élévation ordonnancée. Toiture  à longs pans recouverte d'ardoises, croupe. Escalier dans-œuvre : escalier tournant à retours avec jour.

## Histoire
Le manoir est inscrit à l'inventaire général du patrimoine culturel.